# Valier (Montana)
Valier é uma cidade  localizada no estado americano de Montana, no Condado de Pondera.

## Demografia
Segundo o censo americano de 2000, a sua população era de 498 habitantes.
Em 2006, foi estimada uma população de 469, um decréscimo de 29 (-5.8%).

## Geografia
De acordo com o United States Census Bureau tem uma área de
3,1 km², dos quais 3,1 km² cobertos por terra e 0,0 km² cobertos por água.

## Localidades na vizinhança
O diagrama seguinte representa as localidades num raio de 44 km ao redor de Valier.